# یوتارو یوشینو
یوتارو یوشینو (ژاپنی: 吉野 裕太郎؛ زادهٔ ۱۸ اکتبر ۱۹۹۶) یک بازیکن فوتبال اهل ژاپن است.
از باشگاه‌هایی که در آن بازی کرده‌است می‌توان به باشگاه ورزشی یوکوهاما اشاره کرد.